# Marketing de compradores
El marketing de compradores  tiene lugar en la tienda y su objetivo es convertir en compradores a los consumidores que visitan la tienda. En otras palabras, el objetivo del marketing de compradores es generar decisiones de compra en la tienda, junto al producto. El consumidor del producto y su comprador pueden ser personas diferentes. Por ejemplo, la madre de la familia puede ser responsable el 90% de las compras de productos de consumo de toda la familia, mientras que el consumo puede estar repartido por igual entre cuatro miembros de la familia.
Desde el punto de vista del minorista, el marketing de compradores significa que los proveedores centran sus inversiones de marketing en el punto de venta en lugar de en medios tradicionales. Otro factor de fondo significativo en el auge del marketing de compradores es una mejor comprensión de los consumidores y su comportamiento de compra, algo posible gracias a sistemas informáticos más avanzados (por ejemplo, datos de compra basados en tarjetas de fidelización de clientes). La inversión de los proveedores en el marketing en tienda crecen anualmente un 21%. Por ejemplo, según los informes financieros de la compañía, Procter & Gamble invierte al menos 500 millones de dólares al año. en marketing de compradores. Los siguientes resultados de distintas investigaciones, entre otras, han redireccionado las inversiones de marketing de consumidores hacia el marketing de compradores:
- El 70% de las elecciones de marca se hacen en el punto de venta[1]
- El 68% de las decisiones de compra no están premeditadas[3]
- El 5% son fieles a una sola marca dentro de una categoría específica[4]

## Categorías
El marketing de compradores siempre tiene su punto de partida en el comprador, es decir, la persona encargada de hacer la compra. Por tanto, el marketing de compradores se refiere a los estímulos de marketing que llegan hasta el comprador en la propia tienda y que se basan en la comprensión del comportamiento de compra del comprador. Al igual que en el mix de marketing tradicional, el marketing de compradores puede dividirse en cuatro Ps: producto; precio; posicionamiento y promoción.
- Producto: tamaño, forma, color, material, packaging, mensajes en el packaging e identidad visual.
- Precio: descuentos, ofertas de pack, comunicación de precios y cupones.
- Posicionamiento: concepto de tienda, iluminación, pasillos, estantes, colocación de expositores para la tienda y colocación de los artículos en los lineales Planograma.
- Promoción: promociones de packaging, promociones específicas de la tienda, comunicaciones promocionales, expositores para la tienda, TV en tienda, adhesivos de suelo y publicidad en carritos y cestas.

## Datos de comportamiento de compra
Tres métodos distintos de recolección de datos proporcionan información acerca del comportamiento de compra de los compradores: observación, entrevista y sistema de cajas registradoras. 
- Las observaciones hechas en la tienda aclaran cómo se comporta el comprador a la hora de comprar un producto. Algunos aspectos a observar son, por ejemplo: la duración del proceso de compra, los artículos que el comprador ha observado, tocado y estudiado, los artículos comprados finalmente y los hábitos de compra que influyen en todo el proceso.
- Las entrevistas ayudan a determinar los motivos que guían el comportamiento de compra. Los aspectos aclarados habitualmente son: facilidad para sustituir el producto e identificación de sustitutos; valores y actitudes; deseos y factores de motivación; y estilo de vida y situación personal.
- El sistema de cajas registradoras proporciona información acerca de cuándo y qué productos se compraron. Además, las tarjetas de cliente habitual hacen posible interconectar recetas sobre las compras hechas por compradores concretos, lo cual genera datos absolutos acerca de los artículos comprados por un comprador concreto en un momento determinado. La máxima comprensión del comportamiento de compra de un comprador se obtiene al combinar la información obtenida por los métodos ya mencionados de recolección de datos, dando lugar a un conocimiento profundo de los compradores (cómo, por qué, qué y cuándo).

## Segmentación de compradores
A la hora de segmentar compradores, se divide el mercado en grupos esenciales y medibles, es decir, segmentos basados en datos de comportamiento de compra. La segmentación de compradores hace más fácil responder a los requisitos de los distintos segmentos. Por ejemplo, los compradores sensibles al precio y los tradicionales se diferencian claramente unos de otros en cuanto a su comportamiento de compra. La segmentación hace posible enfocar las operaciones de marketing a los compradores más rentables.

## Ejemplos de segmentación de compradores
- Tesco[5]
  - Mejores alimentos (Finer Foods)
  - Saludables (Healthy)
  - Comodidad (Convenience)
  - Sensible al Precio (Price Sensitive)
  - Convencional (Mainstream)
  - Tradicional (Traditional)
  - Compradores sociales (Social Shoppers)

- Wal-Mart[6]
  - Con aspiraciones de marca (Brand Aspirationals)
  - Compradores por Valor del Precio (Price Value Shoppers)
  - Buscadores de Calidad de Moda (Trendy Quality Seekers)
  - Acomodados Sensibles al Precio (Price Sensitive Affluents)
  - Compradores de una Parada (One Stop Shoppers)
  - Objetores de Conciencia (Conscientious Objectors)

- Safeway[6]
  - Buscadores de Valor (Value-Seeking)
  - Buscadores de Variedad (Variety-Seeking)
  - Buscadores de Marca (Brand-Seeking)
  - Buscadores de Simplicidad (Simplicity-Seeking)
  - Buscadores de Hallazgos (Discovery-Seeking)
  - Buscadores de Calidad (Quality-Seeking)